# V456 Возничего
V456 Возничего (лат. V456 Aurigae), HD 45311 — одиночная переменная звезда в созвездии Возничего на расстоянии приблизительно 617 световых лет (около 189 парсеков) от Солнца. Видимая звёздная величина звезды — от +7,95m до +7,88m. Возраст звезды оценивается как около 1,1 млрд лет.

## Характеристики
V456 Возничего — жёлто-белая пульсирующая переменная звезда типа Дельты Щита (DSCTC) спектрального класса F0 или F2III. Масса — около 2,02 солнечных, радиус — около 3,31 солнечных, светимость — около 20,931 солнечных. Эффективная температура — около 6784 K.

## Планетная система
В 2019 году учёными, анализирующими данные проектов HIPPARCOS и Gaia, у звезды обнаружена планета.